# Radio Mont-Blanc
Ne doit pas être confondu avec Radio Mont-Blanc, radio italienne disparue dans les années 1980.
 (février 2017).
Radio Mont-Blanc est une station de radio implantée dans le département de la Haute-Savoie, son siège se situant à Thyez. Elle est membre des Indés Radios.

## Présentation générale

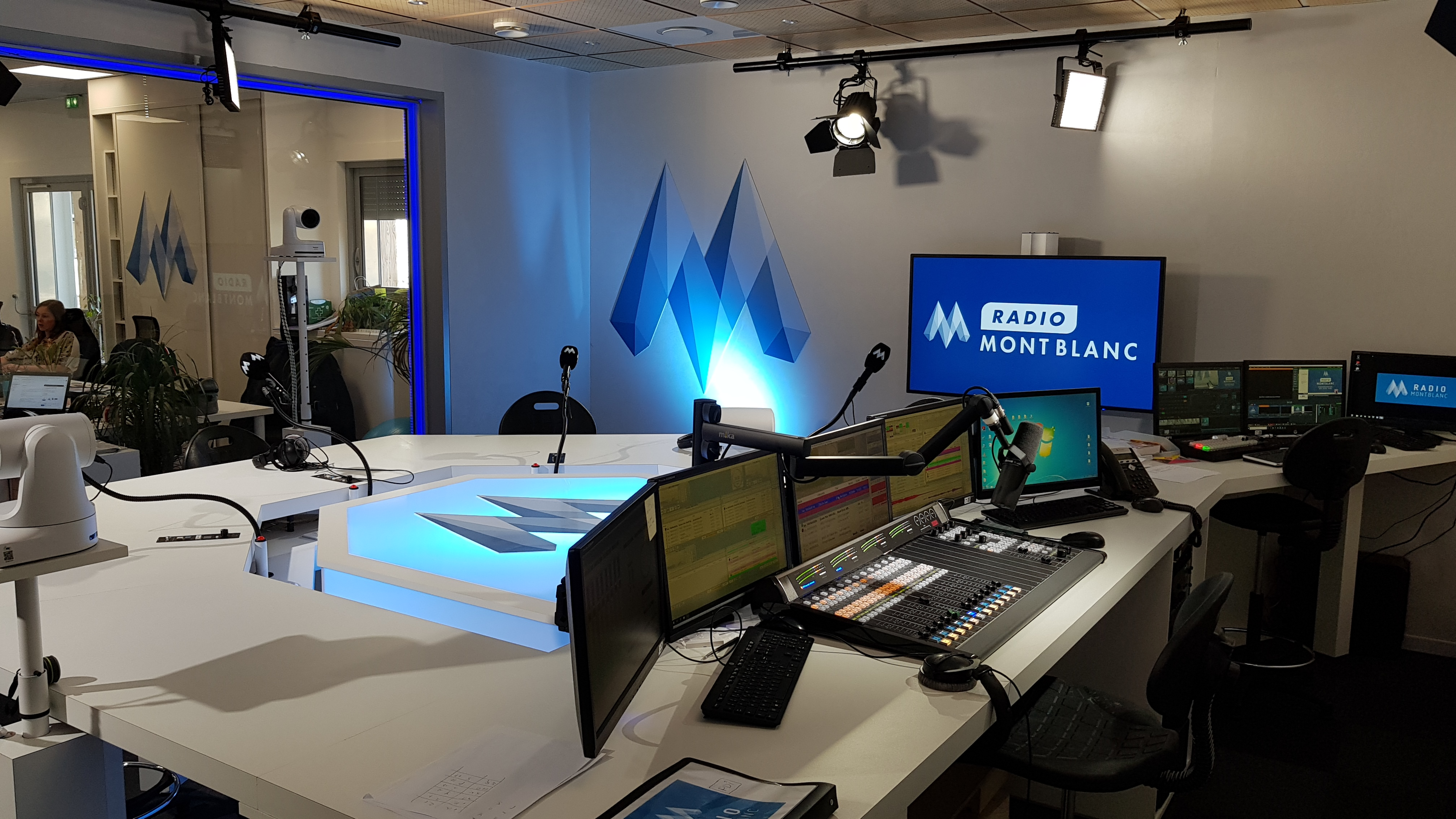
Studio principal de Radio Mont Blanc à Thyez

Radio Mont Blanc est créée en juillet 1985 à Sallanches. En 2017 elle déménage à Thyez après le rachat par le groupe Bontaz pour former le groupe Mont Blanc Médias. Radio Mont Blanc diffuse ses programmes dans le pays du Mont-Blanc, la vallée de l'Arve mais aussi dans le département de la Savoie, ainsi que jusqu'en Suisse. Elle est membre des Indés Radios.
En 2015, Radio Mont Blanc a atteint 30 900 auditeurs quotidiens.

## Antenne et décrochages
Une antenne a été créée à Chamonix-Mont-Blanc depuis le mois de juin 2007, en partenariat avec la ville qui fournit depuis 2012 un soutien financier et des locaux. Il s'agit d'un studio installé au-dessus de l’office de tourisme de Chamonix, au second étage. Un journaliste y est établi en permanence. Ainsi, désormais, des agendas et des flash infos y sont réalisés. Ce studio permet également de diffuser des informations météorologiques et il communique quotidiennement un bulletin neige spécifique à la vallée de Chamonix à partir des informations de Météo France et de la Compagnie du Mont-Blanc. Radio Mont-Blanc est utilisée par la ville de Chamonix pour la communication aux habitants en cas de crise.

## Diffusion
Fin 2019, Radio Mont-Blanc dispose de sept fréquences en bande FM qui couvrent des zones situées en Haute-Savoie et Savoie, avec des débordements en Suisse. 
La radio diffuse depuis le 20 décembre 2021 en DAB+ à Annecy, Annemasse, Chambéry et Aix-les-Bains sur le multiplex Annecy-étendu (7C). 
Grace à l'émetteur du Salève qui diffuse sur Annemasse  et Genève, la réception est possible dans de bonnes conditions à Thonon-les-Bains, Évian-les-Bains, Cluses, Bonneville, Magland, dans le domaine skiable du Grand Massif et la Vallée du Giffre. 
La réception de ce multiplex est possible à certains endroits grâce à l'émetteur de Chambéry Mont du Chat en Nord-Isère, la région lyonnaise et la Saône-et-Loire, la réception est même plutôt convenable à certains endroits du côté de Mâcon. La réception est bonne à Valserhône, également grâce à cet émetteur.
| Ville                                          | Fréquence    |
| ---------------------------------------------- | ------------ |
| Albertville                                    | 89.2         |
| Annecy                                         | DAB+         |
| Annemasse, Genève                              | DAB+         |
| Chambéry                                       | DAB+         |
| Chamonix-Mont-Blanc                            | 96.5         |
| Cluses, Bonneville, La Roche-Sur-Foron         | 95.9 et DAB+ |
| Les Houches, Servoz                            | 97.4         |
| Megève, Sallanches                             | 94.6         |
| Saint-Gervais, Passy, Les Contamines- Montjoie | 101.7        |
| Vallorcine                                     | 89.6         |